# Касталія (Огайо)
Касталія (англ. Castalia) — селище (англ. village) в США, в окрузі Ері штату Огайо. Населення — 774 особи (2020).

## Географія
Касталія розташована за координатами 41°24′16″ пн. ш. 82°48′5″ зх. д. / 41.40444° пн. ш. 82.80139° зх. д. (41.404321, -82.801438).  За даними Бюро перепису населення США в 2010 році селище мало площу 2,73 км², з яких 2,70 км² — суходіл та 0,02 км² — водойми.

## Демографія
Згідно з переписом 2010 року, у селищі мешкали 852 особи в 352 домогосподарствах у складі 239 родин. Густота населення становила 313 особи/км².  Було 378 помешкань (139/км²).
Расовий склад населення:
| - 97,1 % — білих - 0,4 % — корінних американців - 0,1 % — чорних або афроамериканців - 0,1 % — азіатів |

До двох чи більше рас належало 1,6 %. Частка іспаномовних становила 3,3 % від усіх жителів.
За віковим діапазоном населення розподілялося таким чином: 23,1 % — особи молодші 18 років, 63,6 % — особи у віці 18—64 років, 13,3 % — особи у віці 65 років та старші. Медіана віку мешканця становила 40,5 року. На 100 осіб жіночої статі у селищі припадало 96,3 чоловіків;  на 100 жінок у віці від 18 років та старших — 91,0 чоловіків також старших 18 років.
Середній дохід на одне домашнє господарство  становив 66 713 долари США (медіана — 54 792), а середній дохід на одну сім'ю — 77 670 доларів (медіана — 74 063). Медіана доходів становила 40 667 доларів для чоловіків та 41 458 доларів для жінок. За межею бідності перебувало 9,3 % осіб, у тому числі 17,7 % дітей у віці до 18 років та 3,9 % осіб у віці 65 років та старших.
Цивільне працевлаштоване населення становило 414 особи. Основні галузі зайнятості: виробництво — 25,6 %, освіта, охорона здоров'я та соціальна допомога — 18,4 %, мистецтво, розваги та відпочинок — 11,6 %, роздрібна торгівля — 9,2 %.